# Alberto Cruz Montt
Alberto Cruz Montt (Valparaíso, 1879-Santiago, agosto de 1955), fue un arquitecto y docente chileno de estilo neoclásico.

## Biografía
Fue hijo de Ramón Cruz Moreno y de Eloísa Montt Montt. Estudió en la Escuela Especial de Arquitectura de París.
Fue profesor de «Historia de la arquitectura» en la Universidad de Chile y en la Pontificia Universidad Católica de Chile, entre 1952 y 1955.
Se casó con Beatriz Larraín Bravo, hermana del también arquitecto Ricardo Larraín Bravo, con quien realizó numerosos proyectos conjuntos, como el Palacio Íñiguez, hoy sede de la Confitería Torres.

## Principales obras
- 1904: Palacio Astoreca, en Iquique (también atribuido a Miguel Retornano).
- 1906: Reforma del castillo Wulff, en la ciudad de Viña del Mar.
- 1906: Palacio Irarrázabal.
- 1907: Castillo de las Majadas de Pirque.
- 1908: Palacio Íñiguez.
- 1910: Palacio Astoreca.
- 1912: Castillo Ross, en Viña del Mar.
- 1917: Palacio Ariztía.
- 1918: Palacio Eguiguren.
- 1918: Palacio Versailles, antigua sede de la Sociedad Nacional de Agricultura, hoy Museo de Arte Contemporáneo de Santiago (Santiago de Chile).
- 1918: Iglesia de Nuestra Señora de Las Mercedes de Papudo.
- 1917-1925: Edificio del Club de la Unión.
- 1921: Edificio Ariztía, primer rascacielos de Santiago.
- 1925: Edificio de la Sociedad Chilena de Historia y Geografía.
- 1925: Edificio sede del Colegio de Enfermeras de Chile.
- 1928: Edificio sede del Banco Central de Chile.
- Catedral de Valparaíso.
- Edificio del ex Congreso Nacional de Chile (reparaciones tras el terremoto de 1906).
- Facultad de Artes de la Universidad de Chile.

### Galería

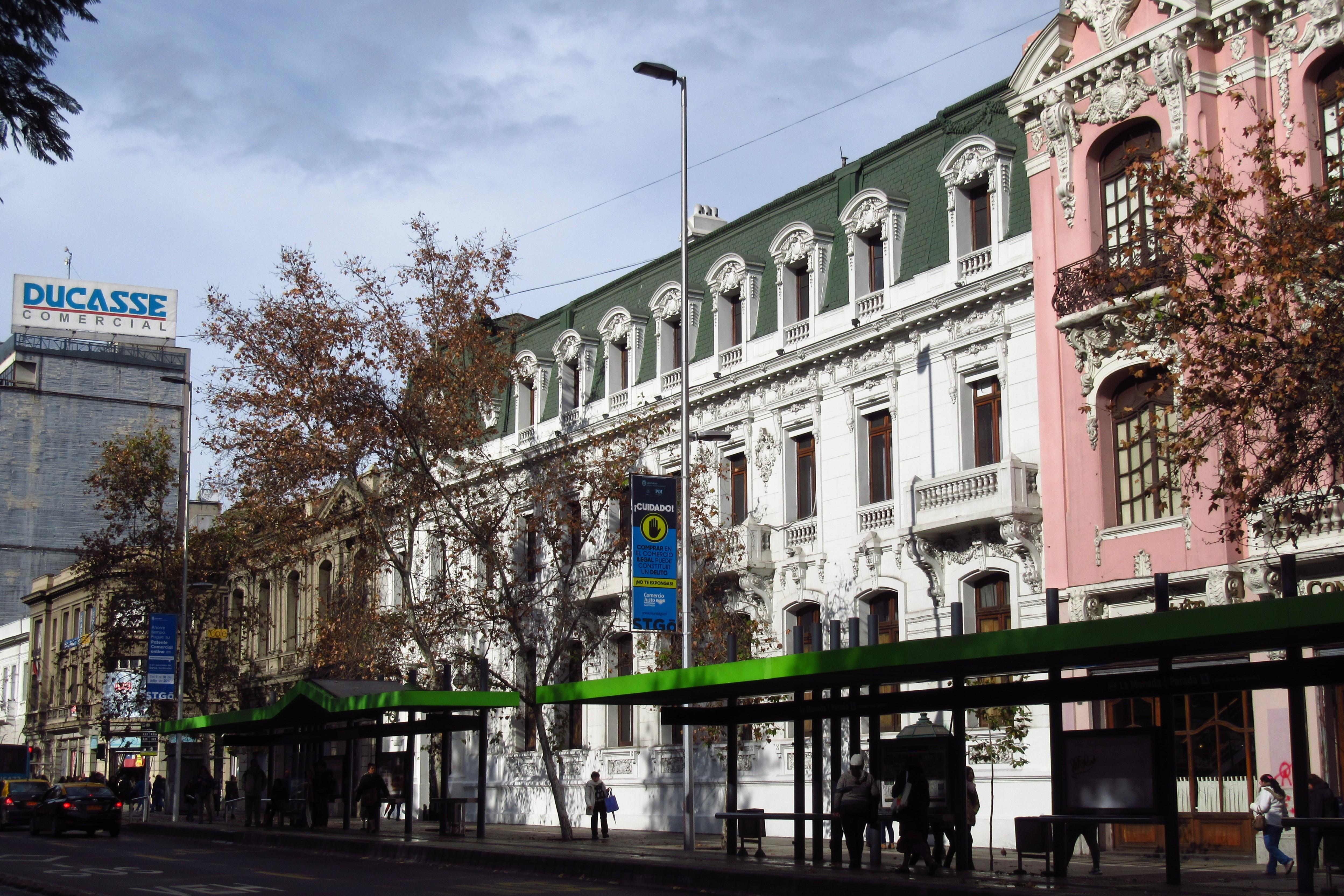
Palacio Irarrázabal (Santiago, 1906)
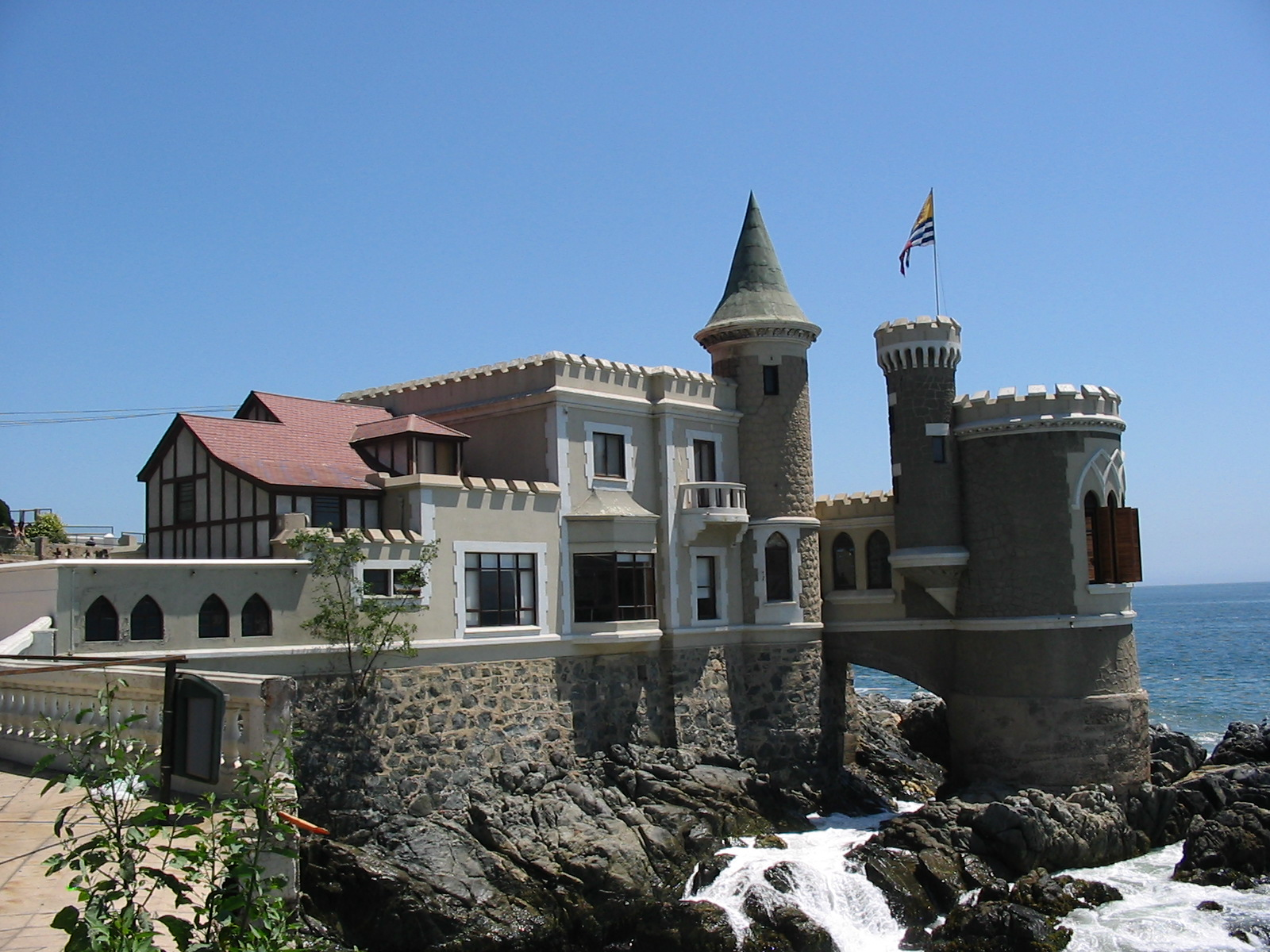
Castillo Wulff (Viña del Mar, 1906)
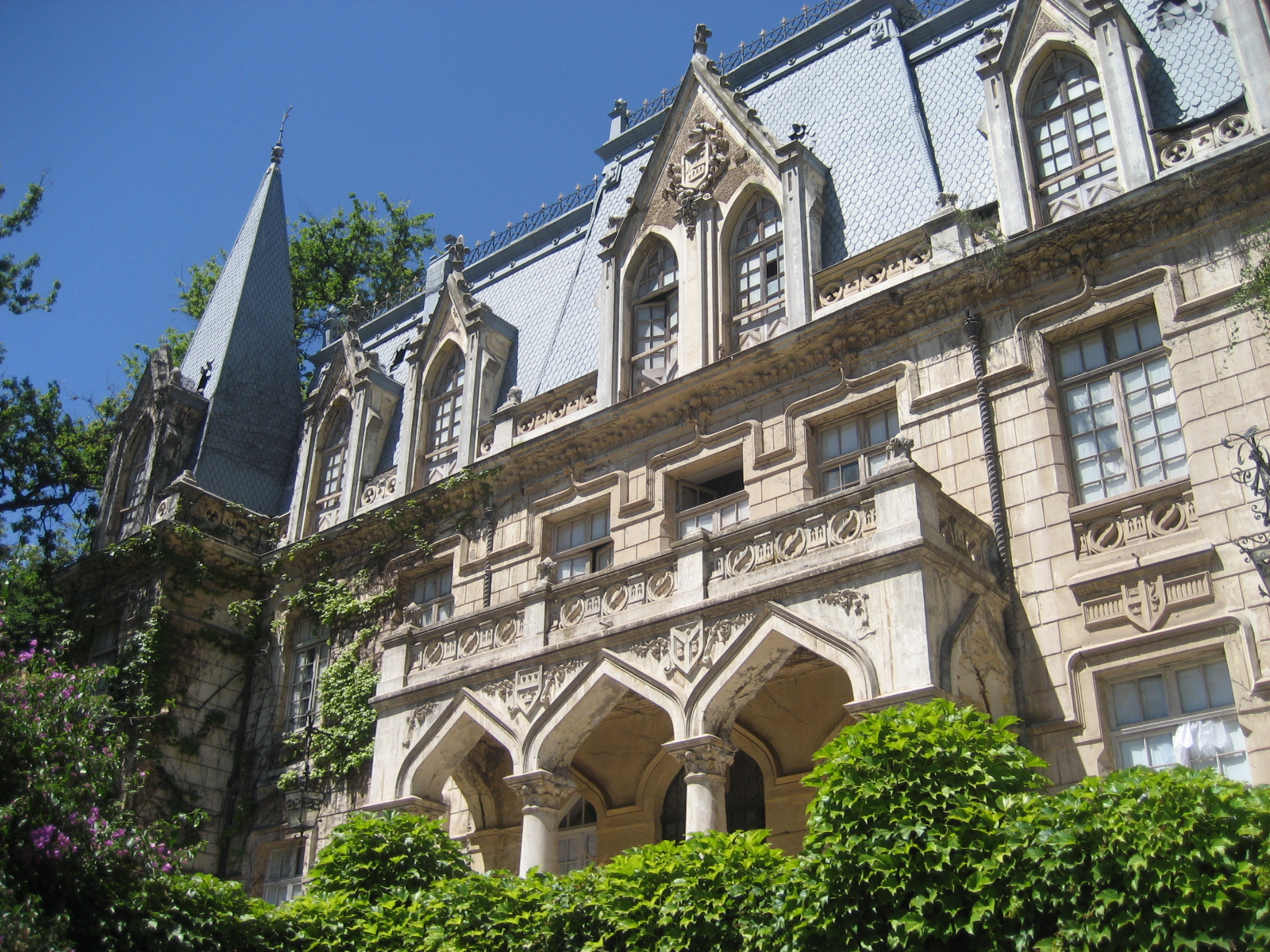
Castillo de las Majadas de Pirque (1907)
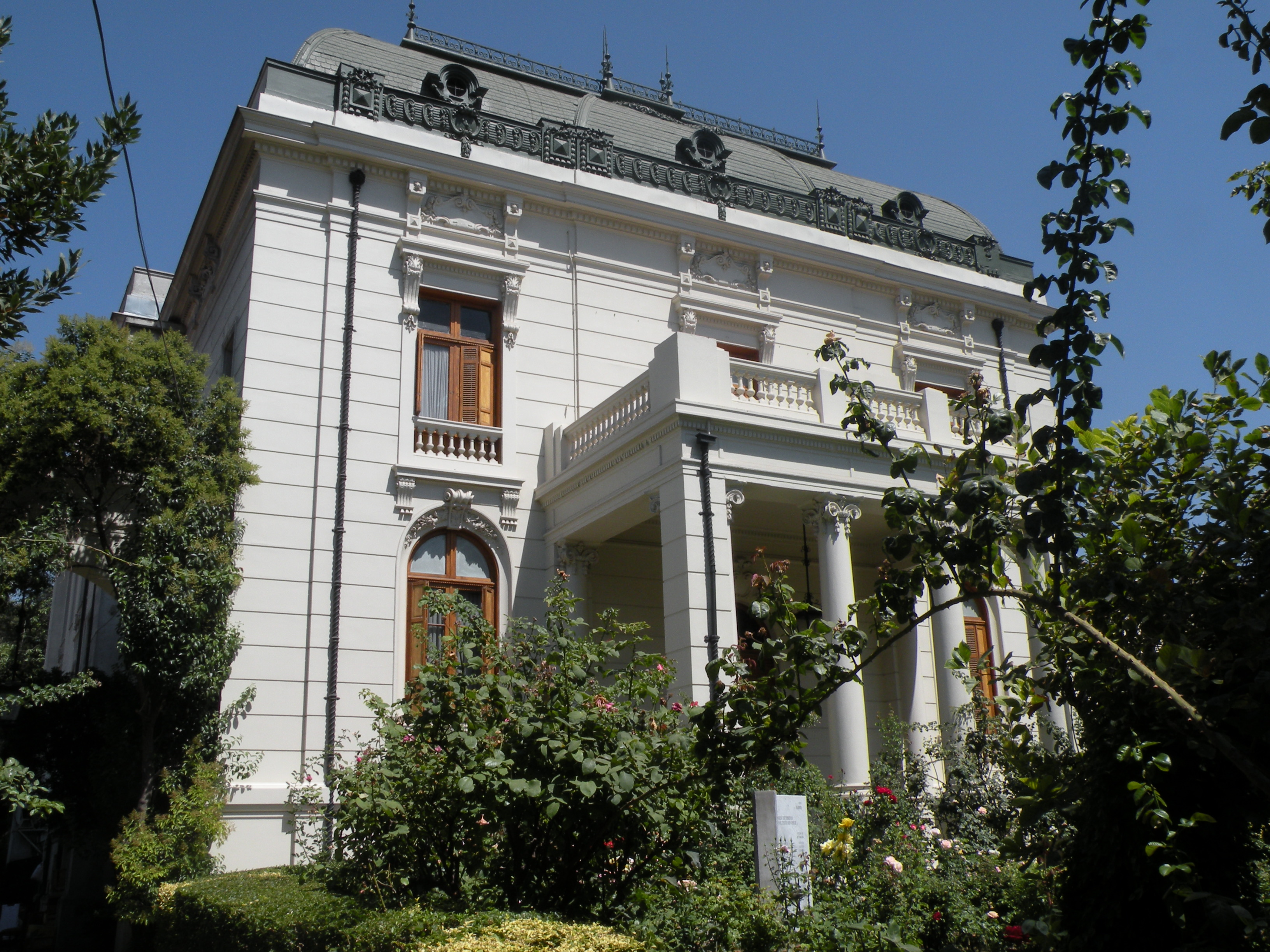
Palacio Astoreca (Santiago, 1910)
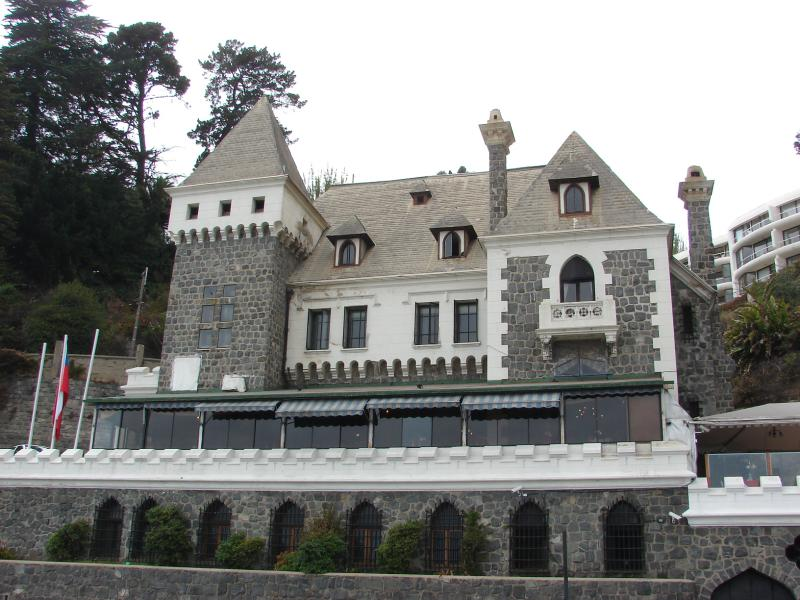
Castillo Ross (Viña del Mar, 1910-1912)
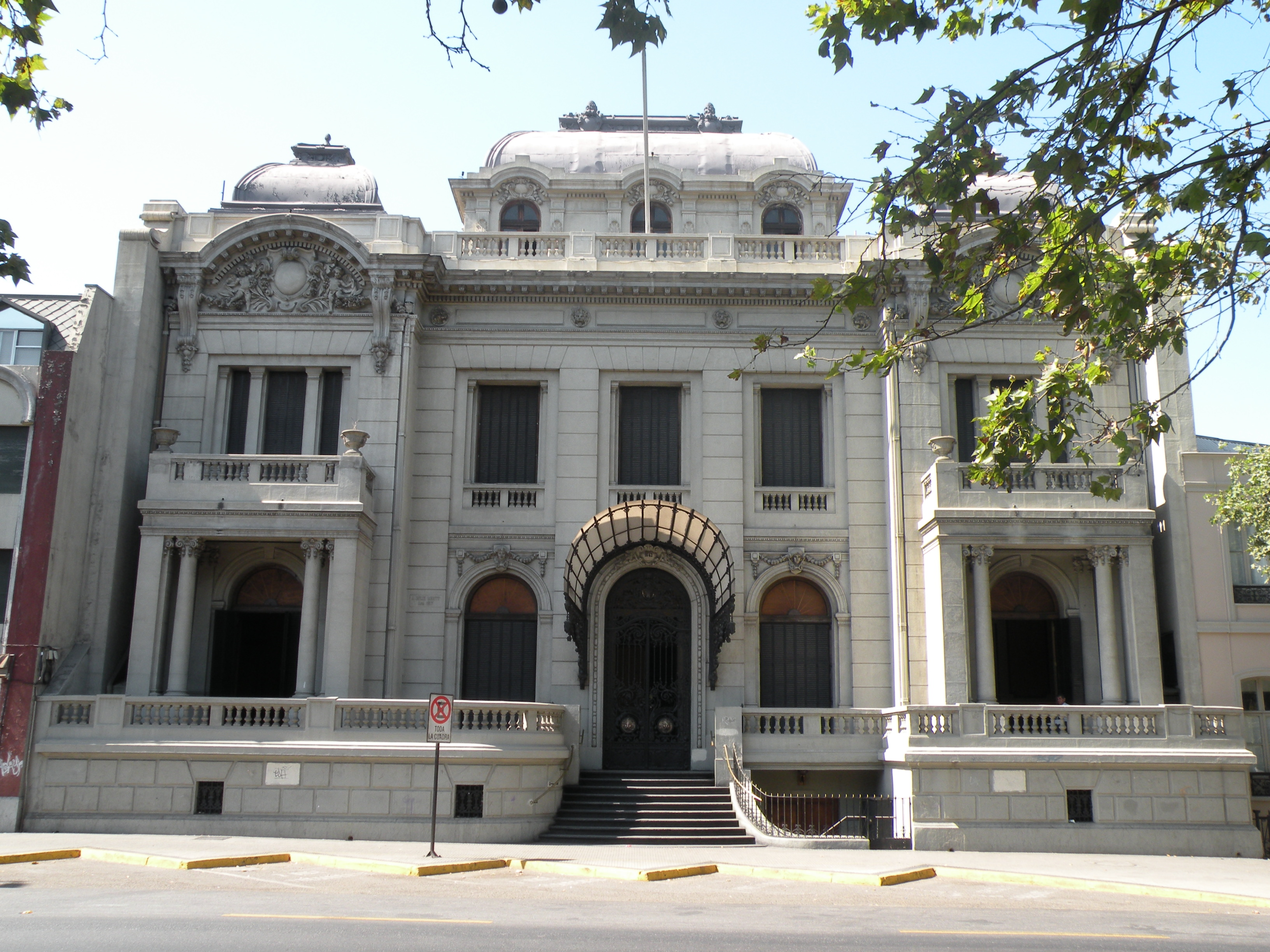
Palacio Ariztía (Santiago, 1917)
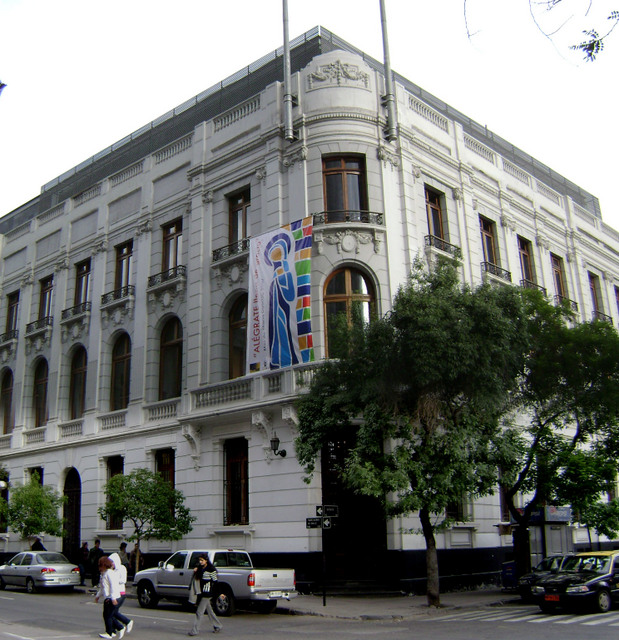
Palacio Eguiguren (Santiago, 1918)
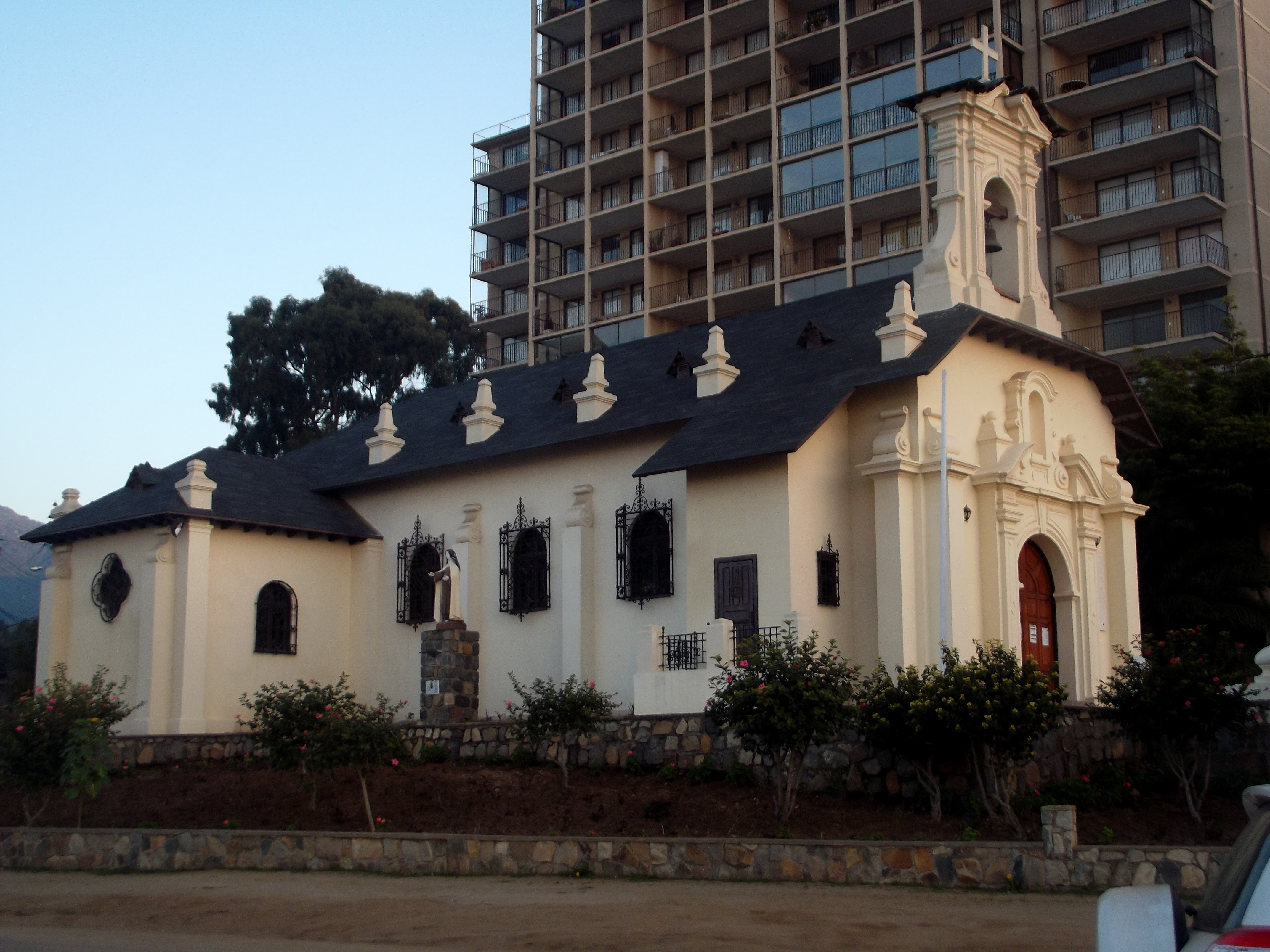
Iglesia de Nuestra Señora de Las Mercedes (Papudo) (Papudo, 1918)
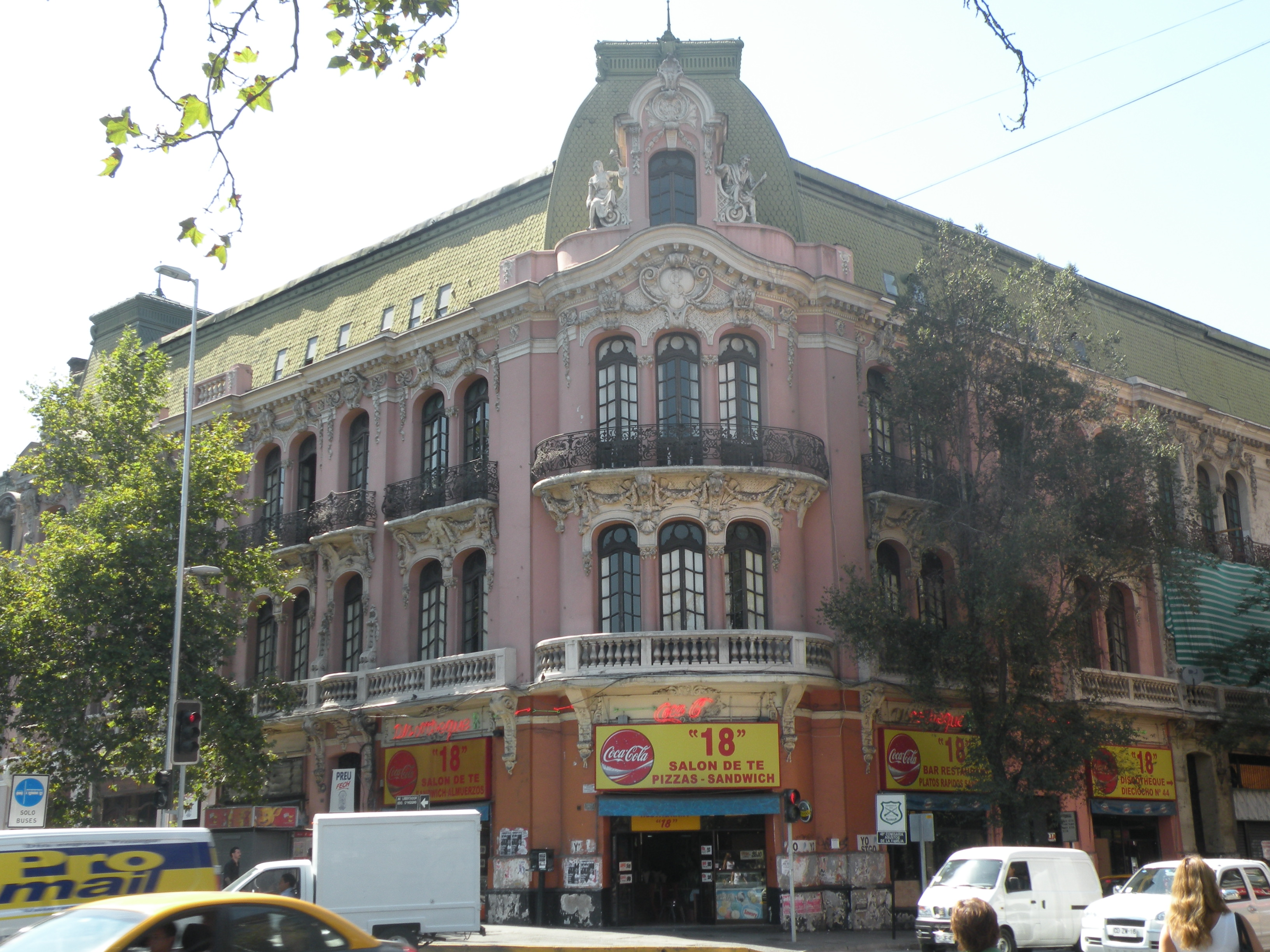
Palacio Íñiguez (1908)
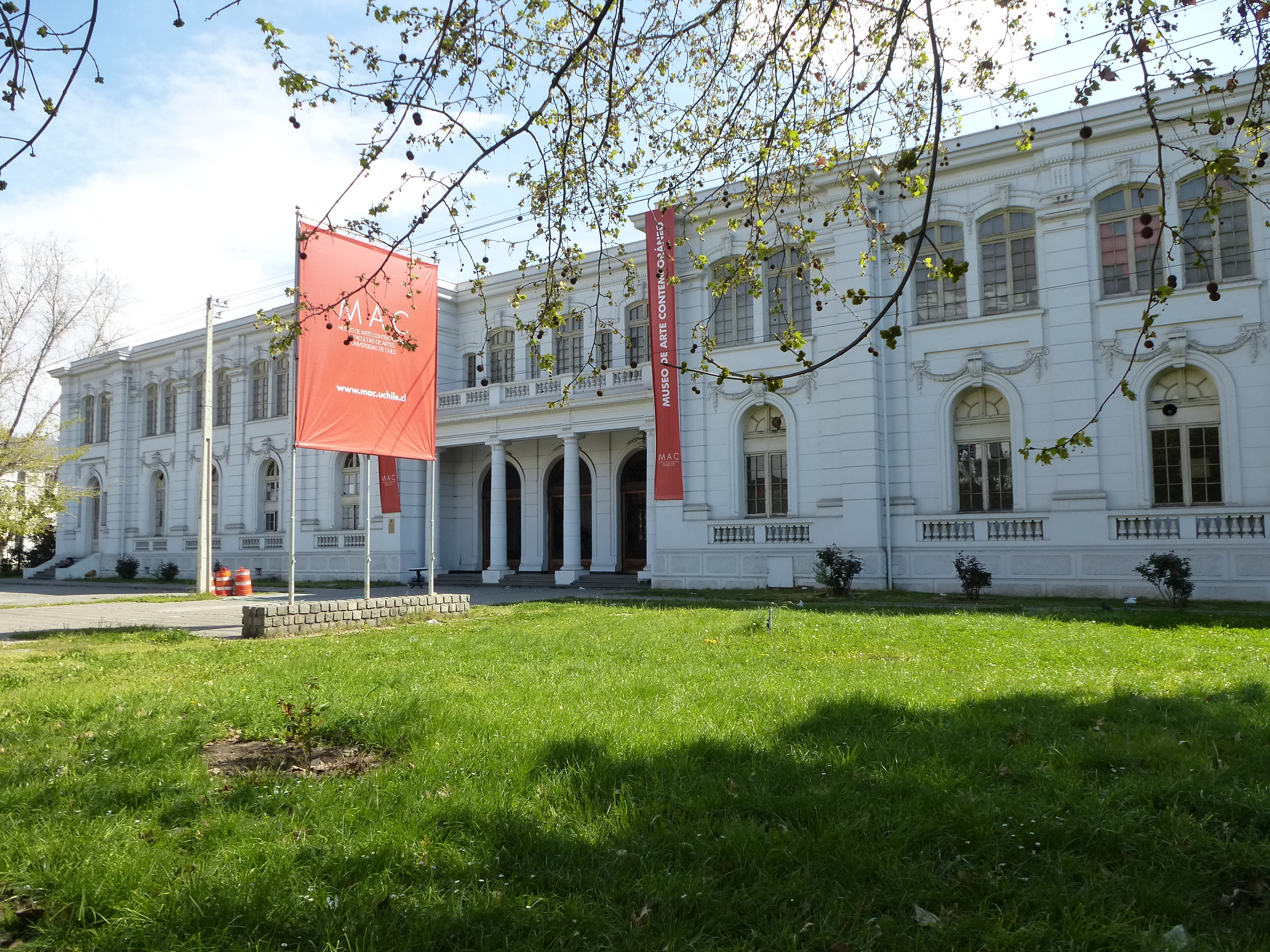
Palacio Versailles, antigua sede de la Sociedad Nacional de Agricultura (Santiago de Chile) (1918)
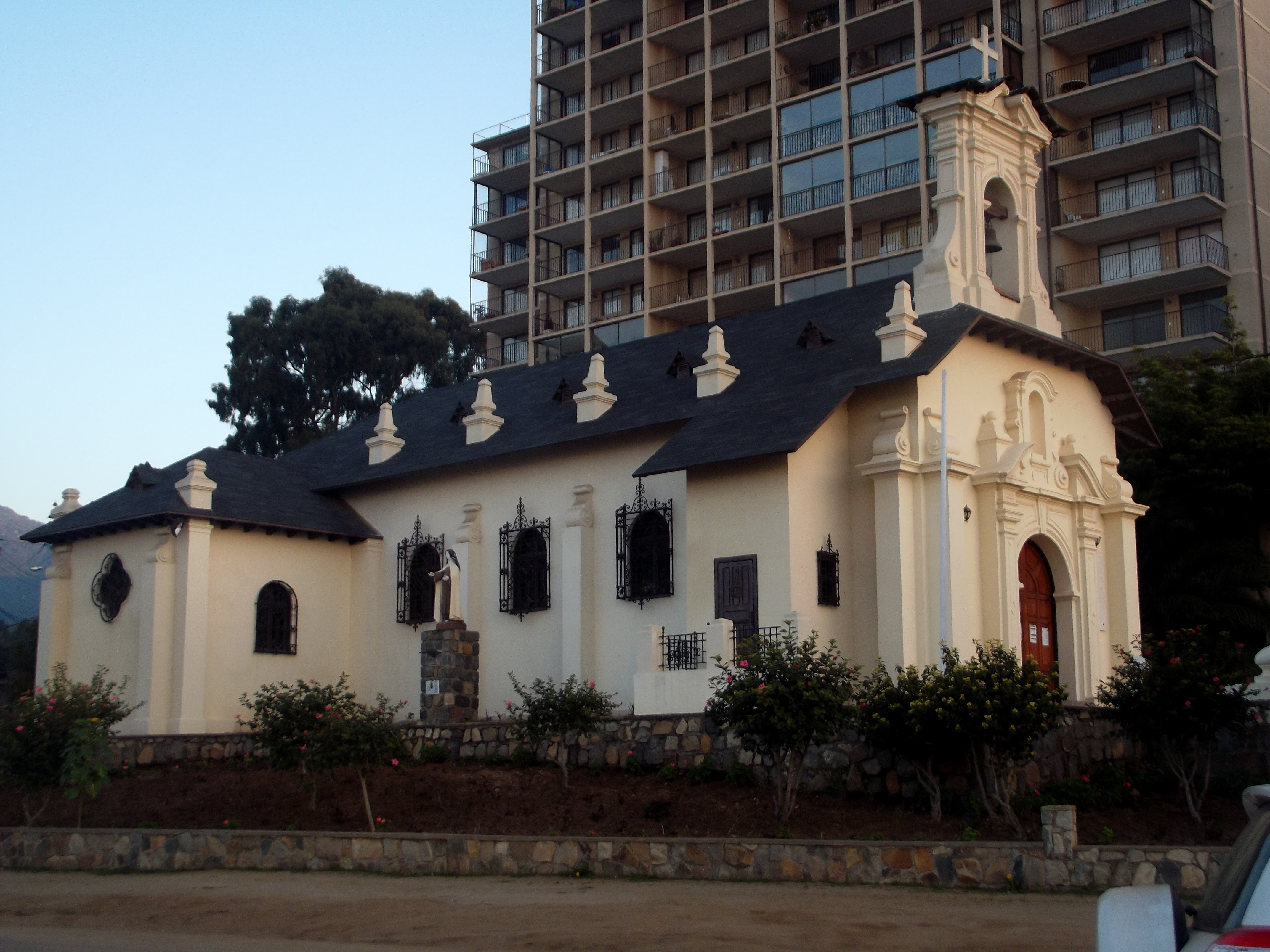
Iglesia de Nuestra Señora de Las Mercedes de Papudo (1918)
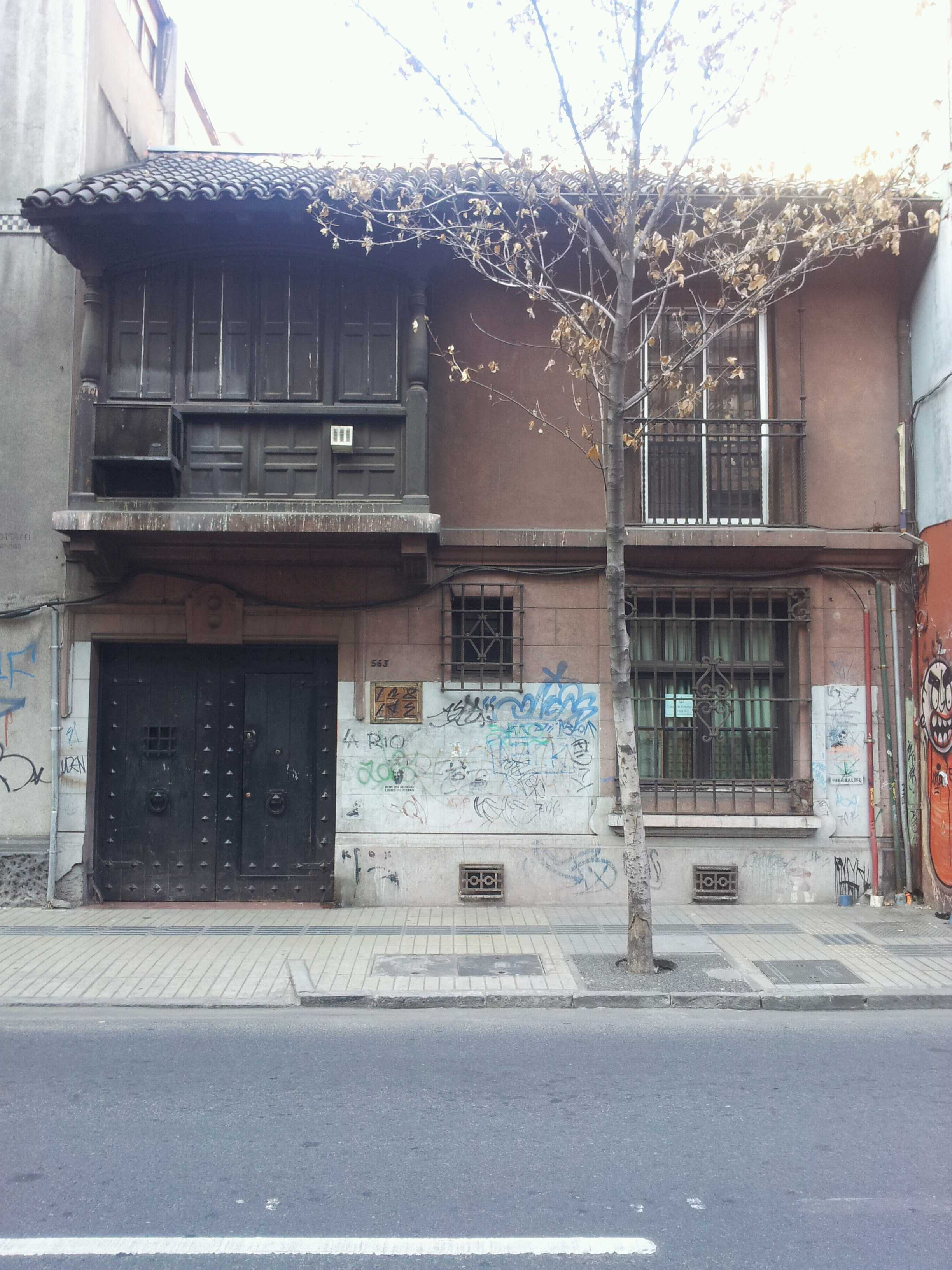
Edificio sede del Colegio de Enfermeras de Chile (1925)
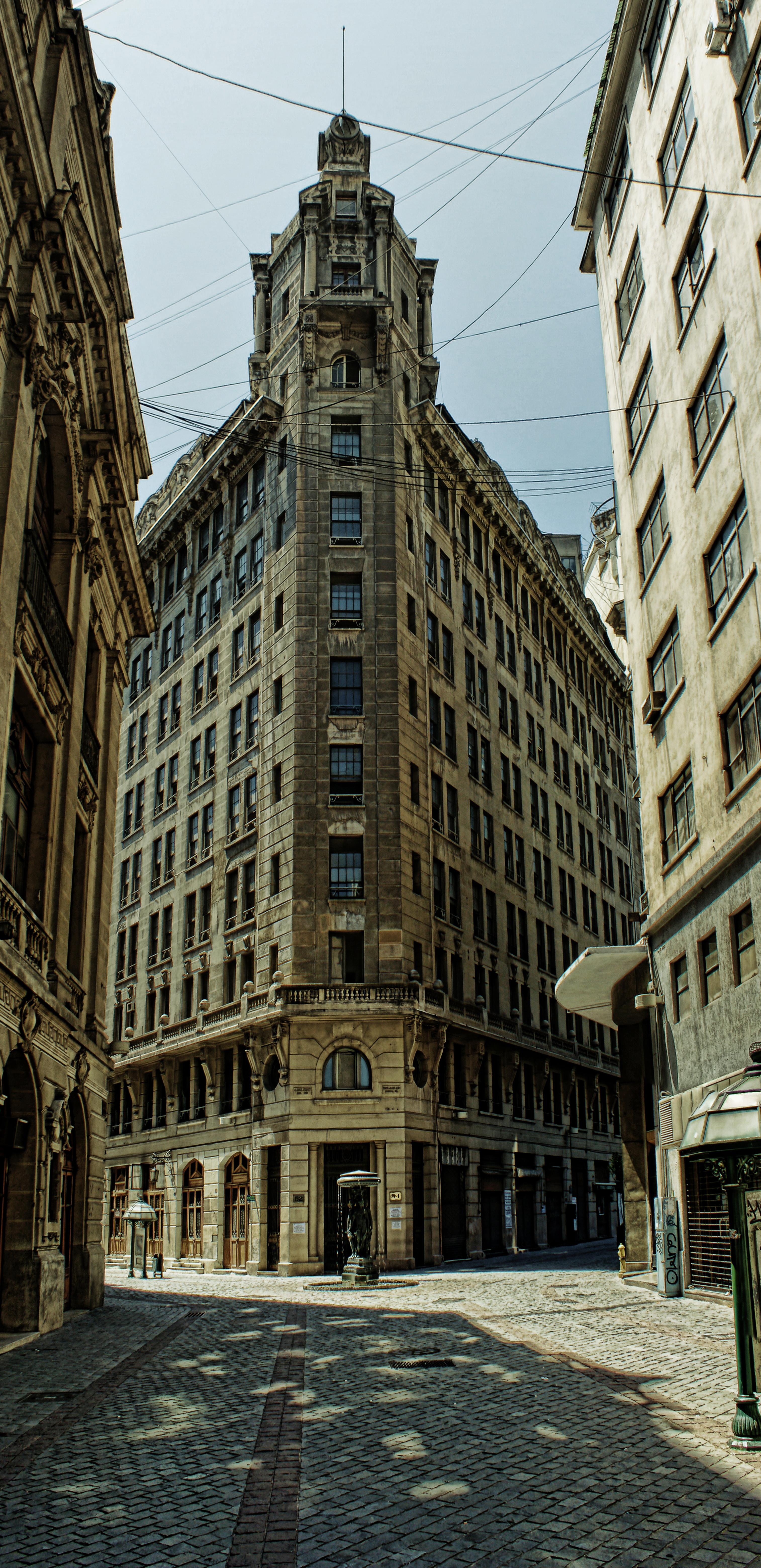
Edificio Ariztía, primer rascacielos de Santiago (1928)
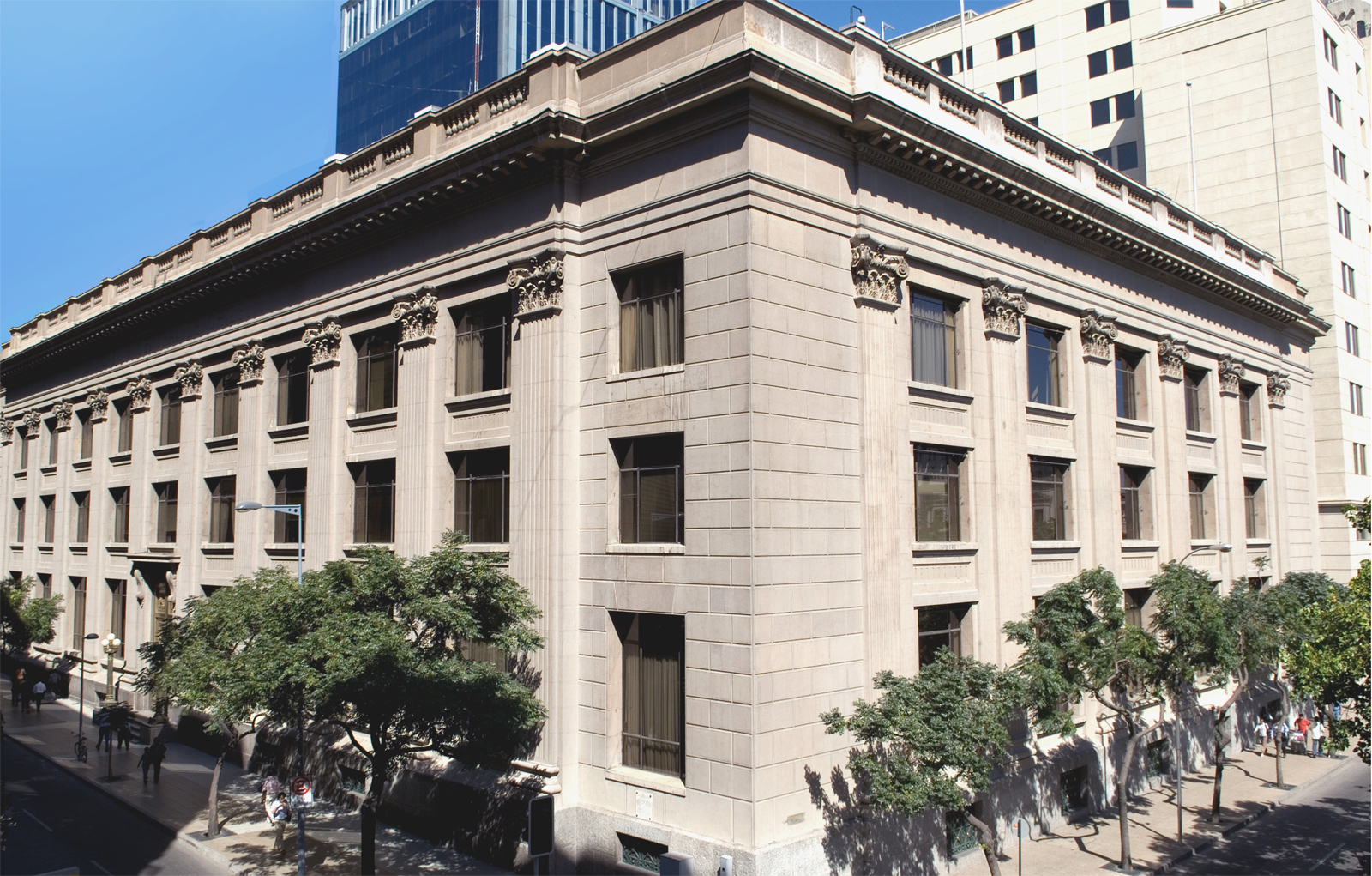
Edificio sede del Banco Central de Chile (1928)
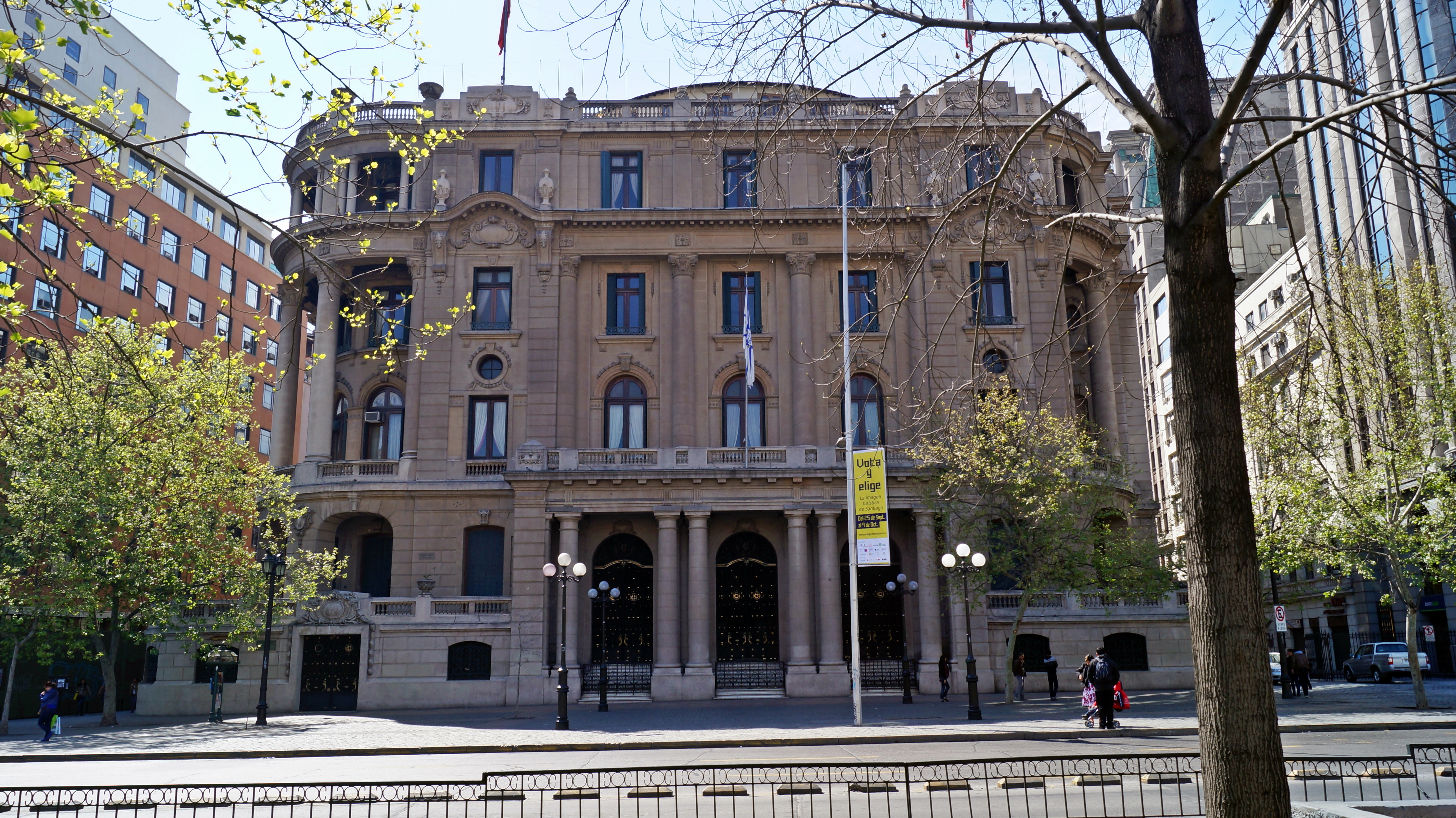
Edificio del Club de la Unión (1917-1925)
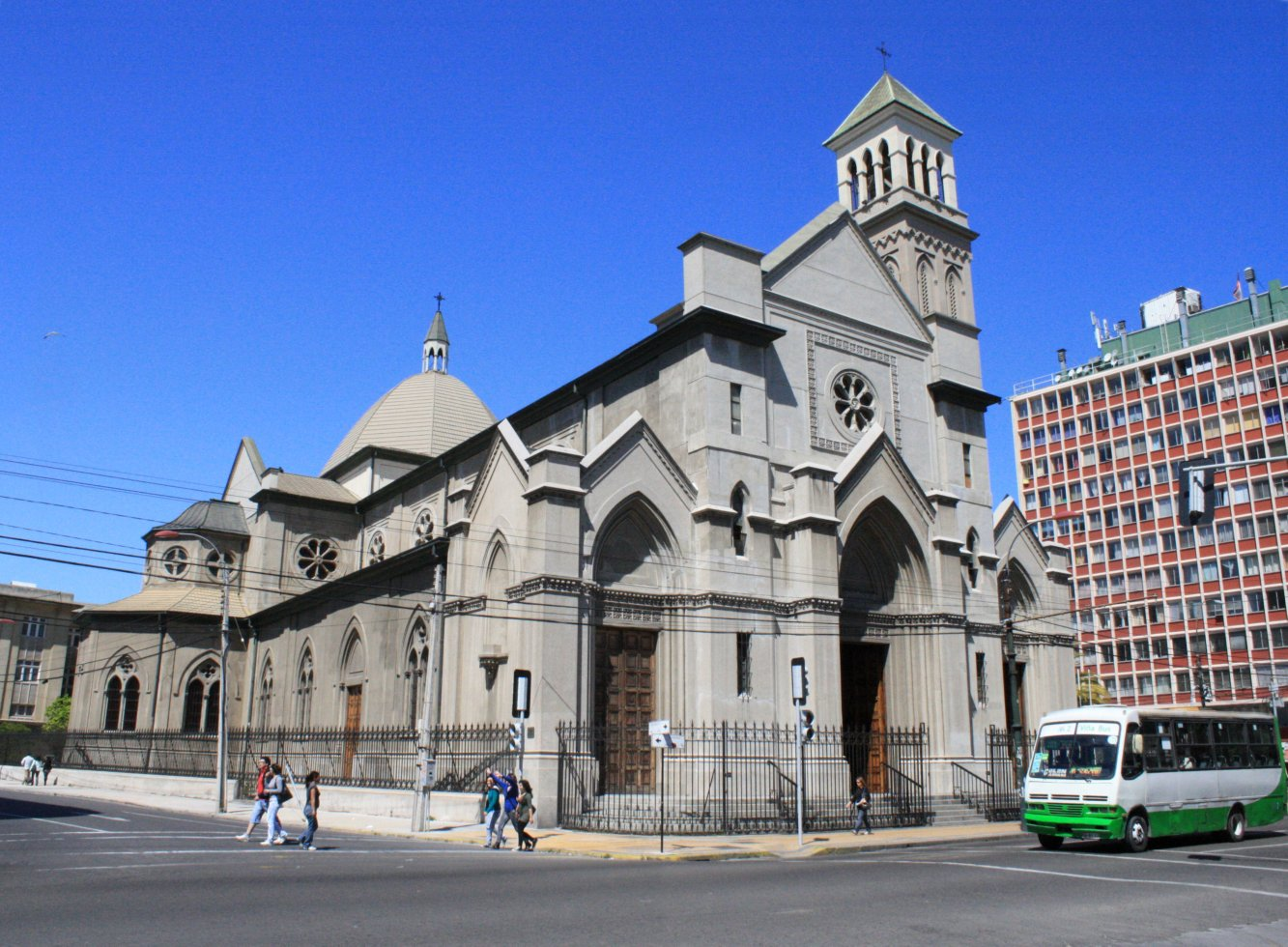
Catedral de Valparaíso (1910-1950)